# Federico Errázuriz Echaurren

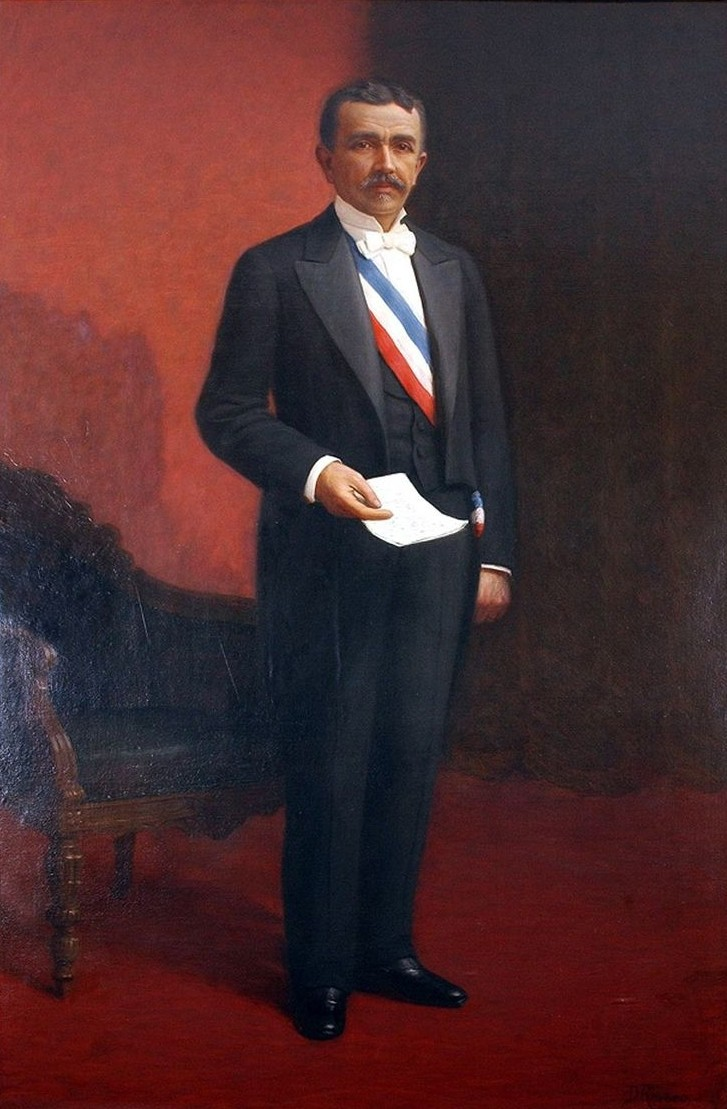
Federico Errázuriz Echaurren

Federico Errázuriz Echaurren (* 16. November 1850 in Santiago de Chile; † 12. Juli 1901 in Valparaíso) war ein chilenischer Politiker. Von 1896 bis 1901 amtierte er als Staatspräsident.

## Leben
Errázuriz wurde als ältester Sohn von Federico Errázuriz Zañartu geboren. Sein Vater amtierte von 1871 bis 1876 als chilenischer Präsident. Nach der Schulzeit bei den Franziskanern studierte Federico Errázuriz junior an der Universidad de Chile von Santiago de Chile das Fach Rechtswissenschaften und schloss sein Studium 1873 ab.
Nach dem Studium widmete er sich zunächst der Verwaltung der Familiengüter Huique, in der Provinz Colchagua. 1876 wurde er für den Wahlkreis Constitución als Kandidat der Liberalen erstmals ins chilenische Abgeordnetenhaus gewählt. Am Salpeterkrieg nahm er nicht teil.
1890 ernannte ihn Präsident José Manuel Balmaceda dennoch zum Kriegs- und Marineminister. Nach dem Rücktritt von Innenminister Belisario Prats im Jahr 1891 wandte sich auch Errázuriz gegen Balmaceda und forderte dessen Rücktritt. Am folgenden Bürgerkrieg beteiligte er sich allerdings nicht aktiv. Ein Grund dafür mag in seinem Herzleiden gelegen haben, das ihn in den folgenden anderthalb Jahren auf eine längere Genesungsreise nach Europa – auch für längere Zeit nach Deutschland – zwang.
1894 kehrte er aus Europa zurück und vertrat als Senator die Provinz Maule. Präsident Jorge Montt Álvarez ernannte ihn zum Minister für Justiz und Bildungswesen.
Für die Präsidentschaftswahlen von 1896 machte ihn die konservative Coalición Liberal Conservadora zum Kandidaten, während die liberaler ausgerichtete Alianza Liberal sich auf Vicente Reyes Palazuelos, Senator für Santiago, als Kandidaten verständigte. Der Wahlkampf war stark vom Kultur- und Kirchenkampf jener Jahre in Chile geprägt. Während Reyes von seinen Unterstützern als Freigeist gelobt wurde, betonten die Konservativen den Katholizismus ihres Kandidaten Errázuriz.
Errázuriz gewann die Wahlen und trat sein Amt traditionsgemäß am chilenischen Nationalfeiertag, dem 18. September, an. Das Regierungssystem nach dem Bürgerkrieg hatte die Rolle des Parlaments gegenüber dem Präsidenten massiv gestärkt, und Errázuriz sah sich im Abgeordnetenhaus einer gegnerischen Mehrheit gegenüber, was seine Handlungsfreiheit einschränkte.
Die Wirtschaftslage in Chile stand nicht zum Besten: Der Salpeterpreis war gefallen, und Chiles Exporterlöse beruhten wesentlich auf diesem Gut. Dazu fingen soziale Konflikte zu schwelen an, da die Arbeits- und Lebensbedingungen der Arbeiter in den jungen Industrien katastrophal waren, und die Arbeiter sich zu organisieren begannen. Außenpolitisch stand Chile all seinen Nachbarn feindlich gegenüber: Bolivien und Peru waren im Salpeterkrieg demütigend geschlagen worden und hatten die chilenischen Annexionen (von Antofagasta nordwärts bis Arica) nicht verwunden – eine Wunde, die im Grunde bis heute offen steht, da Chile seinen Nachbarn Bolivien vom Meereszugang abgeschnitten hatte. Mit Argentinien verband Chile tiefes Misstrauen über die Grenzziehungen in Patagonien und entlang der südlichen Anden.
In dieser harten Lage drang Errázuriz, auch nach den Erfahrungen der Balmaceda-Zeit, auf Einmut der Regierung, und so berief er neben drei Konservativen auch drei Vertreter der oppositionellen Liberalen in sein erstes Kabinett. Mit diesem Schachzug brachte er nicht nur die ganze Breite der politischen Öffentlichkeit hinter sich, sondern hebelte zugleich die lästige Oppositionsmehrheit im Abgeordnetenhaus aus. Das parlamentarisch dominierte politische System zwang den Präsidenten allerdings zu zahlreichen Wechseln des Kabinetts während seiner Amtszeit.
Errázuriz baute das öffentliche Bildungs- und Gesundheitswesen aus und verbesserte die Infrastruktur in den Großstädten. In der Finanzpolitik legte er Wert auf konsequente Verhinderung von Inflation, was sich zu seiner Zeit vor allem am leidlich konstanten Edelmetallgehalt der Münzwährung ausdrückte.
Außenpolitisch konnte der Konflikt mit Argentinien dank britischer Vermittlung zeitweise beigelegt werden, und die beiden Präsidenten, Errázuriz für Chile und Roca für Argentinien, trafen sich medienträchtig in Punta Arenas an der Magellanstraße am 15. Februar 1899. Trotz dieser Bemühungen flammte der Konflikt bald wieder auf, beide Länder standen kurz vor dem Krieg, den erst 1901 Errázuriz' Nachfolger Germán Riesco Errázuriz endgültig beilegen konnte.
Seine labile Gesundheit zwang Errázuriz noch einmal zu einer Europareise im Jahre 1900. Er reiste nach Deutschland zur Behandlung. Zwischen Juni und Oktober 1900 führte Elías Fernández die Amtsgeschäfte. Errázuriz kehrte nach Chile zurück, nahm auch die Präsidentschaft wieder in die Hand. Am 12. Juli 1901 starb er, acht Wochen vor Ende seiner Amtszeit, an einem Herzinfarkt. Sein Vize-Präsident, Innenminister Aníbal Zañartu, amtierte kommissarisch, bis der gewählte Nachfolger Germán Riesco Errázuriz im September das Amt übernahm.
| Personendaten    | Personendaten                 |
| ---------------- | ----------------------------- |
| NAME             | Echaurren, Federico Errázuriz |
| KURZBESCHREIBUNG | chilenischer Politiker        |
| GEBURTSDATUM     | 16. November 1850             |
| GEBURTSORT       | Santiago de Chile             |
| STERBEDATUM      | 12. Juli 1901                 |
| STERBEORT        | Valparaíso                    |